# Corymyia xantha
Corymyia xantha là một loài ruồi trong họ Asilidae. Corymyia xantha được Londt miêu tả năm 1994. Loài này phân bố ở vùng nhiệt đới châu Phi.